# Raymond de Waha

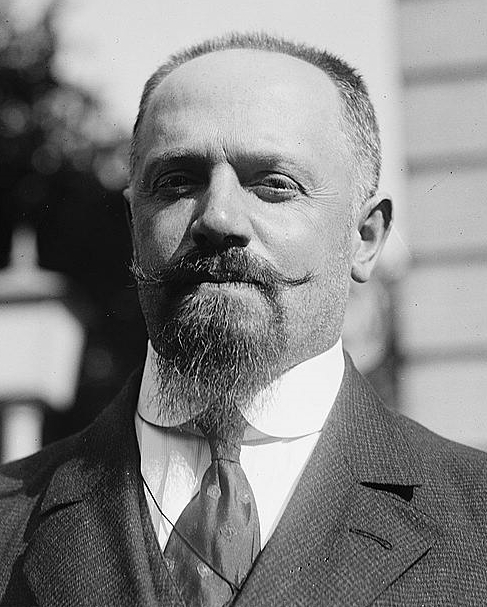
Raymond de Waha

Jean Alexandre Raymond baron de Waha (Luxemburg, 16 mei 1877 - aldaar, 10 augustus 1942), was een Luxemburgs politicus en diplomaat.
Raymond de Waha, telg uit het adellijk geslacht De Waha
, was privaatdocent aan de Ludwig-Maximilians-Universiteit München. Van 5 januari 1920 tot 20 maart 1925 was hij directeur-generaal (dat wil zeggen minister) van Landbouw, Sociale Voorzieningen en Industrie. Nadien was hij zaakgelastigde (chargé d'affaires) in Washington.
De Waha was een zoon van onderwijsinspecteur Mathias de Waha (1842-1916) en Auguste Constance de Colnet d'Huart. Zijn oom Charles de Waha (1862-1916) was van 1905 tot 1915 directeur-generaal van Openbare Werken in de Luxemburgse regering. Hij trouwde in 1922 met de Belgische jkvr. Alix de la Kethulle (1888-1965). Op verzoek werd hij in 1914 erkend te behoren tot de Luxemburgse adel met de titel van baron, overgaand op alle afstammelingen.